# نينبورغ (زاله)
نينبورغ أو نيون برك (بالألمانية: Nienburg, Saxony-Anhalt) هي بلدة ألمانية و مدينة تقع في ألمانيا في زالتلاندكرايس. يقدر عدد سكانها بـ 7,242 نسمة .

## المدن التوأمة
مدينة نينبورغ هي مدينة توأمة لـنينبورغ (زاله).